# Cees Smulders
Cornelis Adrianus (Cees) Smulders (Sint-Michielsgestel, 3 oktober 1907 – ??) was een Nederlands burgemeester.
Hij werd geboren als zoon van Hendrikus Cornelis Marinus Smulders (1868-1936; broodbakker) en Maria Catharina van der Pol (1866-1946). Hij was waarnemend gemeentesecretaris voordat hij in september 1953 benoemd werd tot burgemeester van Wanroij. Hij zou die functie blijven uitoefenen tot 1972.